# Vracov
Vracov (niem. Wratzow) − miasto w Czechach, w kraju południowomorawskim.
Według danych z 31 grudnia 2003 powierzchnia miasta wynosiła 4 440 ha, a liczba jego mieszkańców 4 491 osób.

## Demografia
| Rok             | 1970  | 1980  | 1991  | 2001  | 2003  |
| --------------- | ----- | ----- | ----- | ----- | ----- |
| Liczba ludności | 4 158 | 4 296 | 4 384 | 4 531 | 4 491 |

Źródło: Czeski Urząd Statystyczny